# Hebron (Teksas)
Hebron – miasto w Stanach Zjednoczonych, w stanie Teksas, w hrabstwie Denton.